# Blosville
Blosville è un comune francese di 273 abitanti situato nel dipartimento della Manica nella regione della Normandia.
Fa parte del cantone di Sainte-Mère-Église nella circoscrizione (arrondissement) di Cherbourg-Octeville.

## Società

### Evoluzione demografica
Abitanti censiti